# Vitrification (inertage)
Pour les articles homonymes, voir Vitrification (homonymie).
La vitrification est un procédé de transformation par solidification, ou par mélange avec un additif, d'un matériau en un solide amorphe, semblable à du verre et dépourvu de toute structure cristalline. Par exemple quand le saccharose est refroidi lentement il devient du sucre cristallisé, ou du sucre candi, alors qu'un refroidissement rapide le transforme en un sucre sirupeux, avec lequel on confectionne des sucettes ou de la barbe à papa.
Ayant comme matériau de départ un solide, la vitrification exige généralement que l’on chauffe les substances à très haute température : la céramique est fabriquée de cette façon. La vitrification peut aussi se produire naturellement, comme quand la foudre tombe sur du sable : la chaleur intense et brutale peut créer une cavité, de forme tubulaire, appelée fulgurite. Elle a lieu durant diverses phénomènes, allant du béton du pas de tir de fusées aux  êtres vivants victimes d'éruptions volcaniques.

## Vitrification des déchets
C'est une technique de traitement (et rarement de valorisation) de déchets dangereux ; elle consiste à brûler (si le déchet comprend une fraction organique ou organométallique) et à fondre le déchet à très haute température par divers moyens possibles de chauffage dont une (ou plusieurs) torche à plasma) pour obtenir un « vitrifiat ». Le plasma thermique est généralement créé à pression atmosphérique et à forte intensité, pouvant localement dépasser 4 000 °C.
C'est une solution alternative à l'inertage dans une matrice hydraulique (de type ciment) et elle est adaptée à l'amiante/déchets amiantifères, aux cendres volantes, à divers déchets métallurgiques, déchets miniers, déchets radioactifs...) mais avec l'inconvénient d'être très consommatrice d'énergie.
On ignore encore le devenir à très long terme de divers types de déchets vitrifiés (Refioms par exemple,,), mais on sait qu’ils peuvent relarguer des métaux lourds et des éléments de la matrice (silice, bore) avec des cinétiques de remobilisation très variable selon les éléments de la matrice ou les éléments dopants) et que cette durée varie probablement selon leur composition chimique et selon le pH ou certaines propriétés physicochimiques du milieu dans lequel le déchet sera conservé... (Les déchets vitrifiés ne doivent pas être conservés dans un contexte érosif ; on voit que sur un fond marin agité, le verre pur se polit et s'érode en quelques décennies).

Un des moyens d'évaluer leur dégradabilité dans le temps a été de se baser sur l'étude de roches naturelles fondues d'origines volcaniques (basaltes),,, de verre archéologique, de vitraux médiévaux et de déchets comparables tels que certaines scories de la métallurgie ancienne pour laquelle on dispose d'échantillons archéologiques datés de 100 à 4 000 ans, et qui présentent « des analogies de composition » avec certains déchets vitrifiés contemporains,. Dans les cas étudiés, un même mécanisme global a été observé, qui commence par l'extraction sélective des cations modificateurs du réseau vitreux (dont Pb et Ba), ce qui provoque une élévation du pH de la solution altérante, qui peut alors lentement dissoudre le verre (dans les échantillons anciens, « les billes de sulfures et d’alliages métalliques ne sont plus présentes » à la suite de leur oxydation et dissolution plus rapide. Dans les cas d'origine métallurgiques, des éléments comme le fer ou l'aluminium restent prisonniers de la matrice et peuvent contribuer à former des hydroxydes. le plomb peut ensuite se fixer dans des hydroxydes de fer alors que le barium précipite éventuellement (en sulfate). Dans le cas des scories vitreuses issues de la métallurgie ancienne, les vitesses d'altération moyenne varient de 20 à 180 μm par millénaire. Des fissures peuvent apparaitre dès la sortie du four, au refroidissement. Elles fragilisent l'échantillon et peuvent éventuellement ensuite être exacerbées par les conditions climatiques. Des expériences visent à trouver de nouvelles matrices minérales plus efficaces, c'est-à-dire plus résistances à la lixiviation, moins poreuses, plus étanches, plus dures et solides… pour traiter à la fois les Refioms et les MIOMs (mâchefers) dont par exemple les vitrocéramiques, céramiques frittées à haute température et géopolymères qui seraient moins coûteux et plus aisés à mettre en œuvre par mélange L-S (liquide-solide).

### Cas particulier de la vitrification de déchets radioactifs

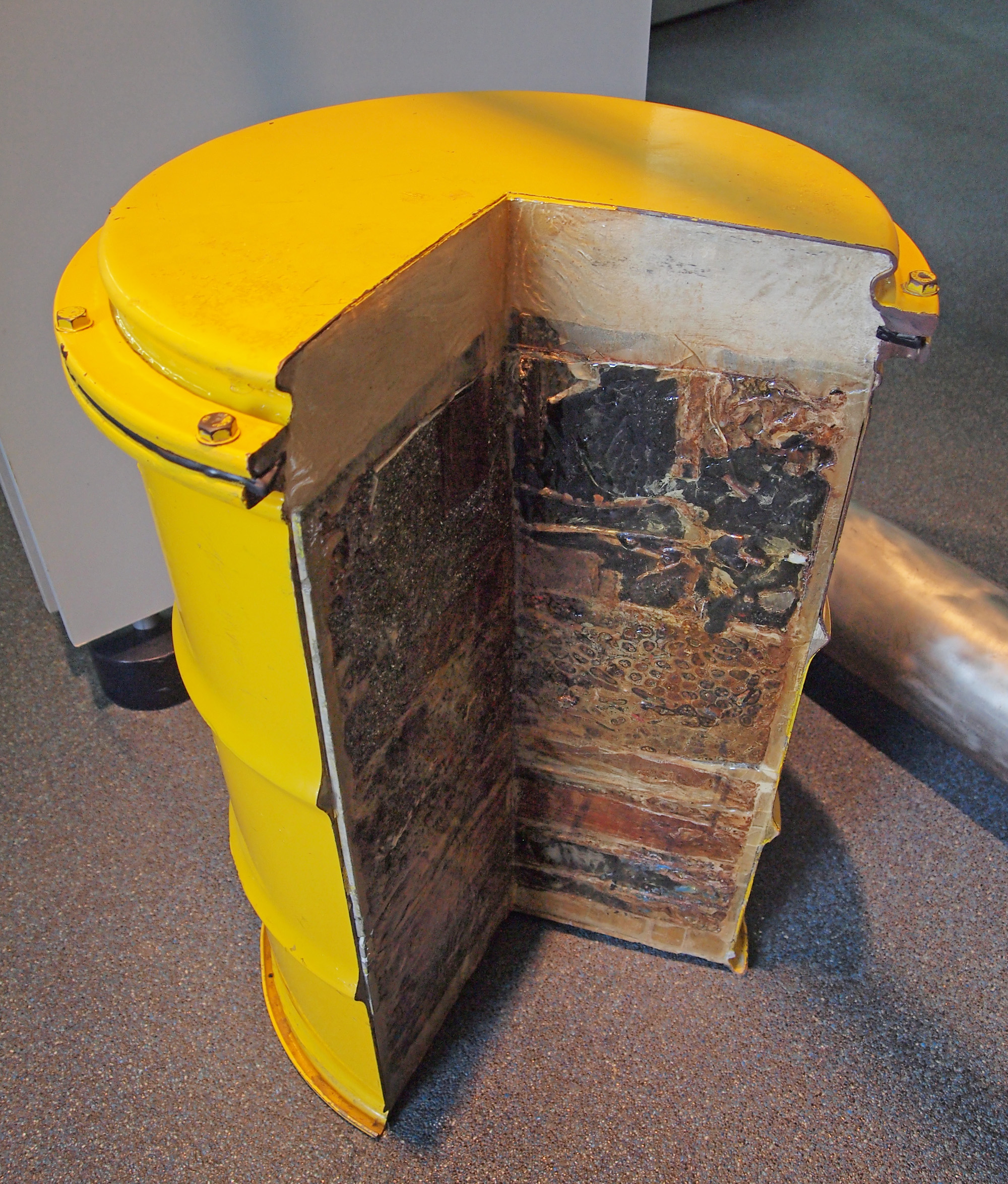
Coupe d'un fût de déchets radioactifs vitrifiés (fac-similé au Deutsches Museum de Munich).

Le procédé dit de vitrification passe en réalité par deux étapes :
1. Phase 1, préparatoire : la Calcination. Le déchet arrive sous forme liquide. Les métaux ont été dissous dans le l'acide nitrique pur. Ce liquide contient déjà une forte concentration de radio-isotopes. Il entre dans un tube incliné tournant, réchauffé par des résistances (800 °C environ). Dans le tube, le liquide descend par gravité et finit par ne laisser qu'une poudre sèche[19]. Son contenu est homogénéisé par une barre folle (barre mobile et libre) tournant avec le tube. Une phase d’évaporation (100-150 °C) a lieu dans la parti haute du tube, suivie d'une phase de calcination (150 °C- 400 °C) dans la partie basse[19]. L’eau et la vapeur d'acide nitrique (HNO3) sont évaporés et retraités, ainsi que les oxydes d’azote (NOx). Il en résulte un calcinat, mélange de poudre d’oxydes métalliques et de résidus (sels de nitrates essentiellement). 
Ce processus n'est possible que si deux types d'adjuvant sont ajoutés au liquide : adjuvant de calcination, et adjuvant de dilution. 
- l'adjuvant de calcination est un mélange de sucres (95 % glucose + 5 % saccharose en poids) qui grâce à une réaction de décomposition violente (réaction exothermique) facilite la fragmentation du calcinat. Il a aussi une fonction de « réducteur » atténuant la volatilité de certains éléments[20] et enfin, il contribue à la dénitration et à une granulométrie optimale du calcinat. 
- L'adjuvant de dilution : c'est par exemple du nitrate d'aluminium et du fer qui vont inhiber le collage du calcinat à la paroi. Le nitrate de sodium (NaNO3) empêche le calcinât d'adhérer à la paroi et le fer catalyse la dénitration du nitrate de sodium par les sucres[21].

1. Phase 2 : la vitrification. La poudre de calcinat est mélangée avec de la fritte de verre (82 % masse de verre pour 18 % masse de Produits de fission) dans un four porté à au moins à 1 100 °C à 1 200 °C et dont le contenu est fluidisé par un gaz en mouvement. La matière en fusion obtenue est ensuite versée dans des conteneurs métalliques (400 kg chacun).

Cette technique en deux étapes est utilisée depuis plusieurs décennies pour inerter les déchets radioactifs issus de la fission. Ces derniers sont alors plus ou moins intimement fondus et/ou noyés dans une matrice de verre de type « boro-silico-sodique » fortement dopée en métaux lourds,,, souvent mise en avant. Mais qui pose plusieurs problèmes :

### Difficulté de maîtrise des métaux volatils
Dans le processus des métaux comme le plomb et le césium sont sublimés en vapeur, le césium par exemple.
Des vapeurs et aérosols radioactifs sont alors produits, car des températures de plus de 1 000 °C sont nécessaires pour la carbonisation et fusion du déchet. Avant même d'atteindre ces températures, le plomb très présent dans les déchets radioactifs est sublimé et une part importante des radionucléides (le césium par exemple et d'autres produits de fission) passent en phase vapeur, puis se condensent en aérosol (nanoparticules) lors d'un processus dit de volatilisation. De plus, synergiquement, un autre produit de fission, le technétium (Tc), simulé en laboratoire par le rhénium (Re), favorise la volatilisation du Césium, dans une production d'aérosols de Cs-ReO4 très radioactifs (l'isotope 137 du Césium émet 4 150 TBq par tonne de métal irradié) et très chauds, canalisés dans un flux gazeux dans le four de fusion lui-même (selon la thèse récente de Thomas Charpin sur la volatilité du césium lors de la vitrification, il s'agit d'aérosols de type perrhénates d’alcalins solides couplés avec du Mo). Ces mécanismes de volatilité sont complexes, mais ils sont en cours d'étude (mieux modélisés et mieux compris) pour trouver des moyens de mieux retenir ces éléments volatils dans le verre fondu, ce qui nécessite idéalement de « maitriser la volatilité directement à sa source ». On cherche notamment à comprendre l'évolution temporelle de la granulométrie de ces aérosols pour les capturer dans un système de type dépoussiéreur dont le contenu est ensuite réintroduit dans le processus de calcination-vitrification (mais ces dépoussiéreurs sont plus efficaces pour des particules de type PM2.5 (plus de 2,5 μm) alors que dans le four elles sont plutôt de 1 μm).

### Durabilité incertaine de la matrice vitrifiée de verre borosilicaté
Le verre borosilicaté est utilisé par tous les pays (sauf la Russie), avec des composition qui varient significativement d’une installation à l’autre et selon le type de déchet donné. La Russie utilise un autre type de verre (alumino-phosphate).
Tous ces verres sont exposés à des mécanismes complexes de dissolution à long terme sous l'effet de la radioactivité et du contexte. Contenant plusieurs dizaines de composants, ils ont longtemps été réputés amorphes et sûrs, mais en se refroidissant de manière non homogène après sa coulée, ces matrices de verre se fissurent, ce qui accroît considérablement leur surface réactive.
Ce sujet a fait l'objet en 2009 d'ateliers et d'étude par des modélistes, expérimentateurs et théoriciens de la physique nucléaire et de la corrosion, puis de la publication (2010), par le NDA RWMD anglais d'un dossier de sécurité générique incluant un chapitre sur l'état des savoirs de l'époque sur les caractéristiques et l’évolution attendue du matériau vitrifié HLW (sachant que les verres HLW utilisé au Royaume-Uni et dans d’autres pays ont une teneur élevée en magnésium, qui peut affecter leur durabilité. Une Initiative internationale sur le comportement à long terme du verre de déchets nucléaires de haute activité lancée en 2013 est ensuite lancée par six pays disposent d’installations vitrifiant déjà des déchets radioactifs.
On observe en effet que la radioactivité corrode intrinsèquement la matrice siliceuse de confinement des déchets nucléaires, et que, comme le montrent Xiaolei Guo et al., dans la revue Nature en 2020 : « la corrosion pourrait être considérablement accélérée aux interfaces de différents matériaux barrières », car « une corrosion localisée sévère a été constatée aux interfaces entre l’acier inoxydable et un modèle de verre de déchets nucléaires et entre l’acier inoxydable et une forme de déchet céramique (...) elle peut être attribuée à des changements de la chimie de la solution et de l’acidité/alcalinité locale dans un espace confiné, qui modifient considérablement la corrosion des matériaux sous forme de déchets et des conteneurs métalliques », via une réaction physicochimique auto-entretenue), qui peu aussi modifier son pH avec le vieillissement, un problème connu depuis les années 1990 et confirmé par les conclusions d'une étude plus récente (2025) faite à l'université de l'Ohio, publiée dans Nature Materials qui conclue que, dans les conditions expérimentales correspondent aux conditions d’environnement attendues dans le site de Yucca Mountain (en présence d'air et d’ions chlorures favorisant la corrosion par piqûre des inox), les déchets à vie longue causent une corrosion auto-accélérée (autocatalytique) du matériau vitrifié. Pour Xiaolei Guo (auteur principal), les interaction entre les matériaux vitrifiés, le fût et l’eau d’infiltration « qui finit toujours par atteindre les sites de stockage, accélère la dégradation des fûts et pourrait entraîner la libération d’éléments radioactifs dans le sol, avec un risque de remontée à la surface » ; les types de vitrification actuelle pourraient donc ne pas garantir la sûreté du stockage, ce qui selon Xiaolei (2020) « n’a pas été pris en compte dans les modèles actuels d’évaluation de la sûreté et de la performance ».
Selon Daniel J Gregg et al. (Directeur de Synroc Wasteform Engineering Group et membre de l'Australian Nuclear Science and Technology Organisation ; ANSTO) dans le Bulletin of the Atomic Scientists de 2025 : « plusieurs déchets existants et émergents issus des futures technologies nucléaires et des cycles du combustible nécessiteront des formulations innovantes en déchets, dont en céramiques et vitrocéramiques ».

### Maitrise des effets de l'ionisation radioactive au sein de la matrice vitrifiée
L'IRSN a en 2018 décrit un incident nucléaire d’un type nouveau : début 2017, des chercheurs testaient dans une cellule confinée du Commissariat à l'énergie atomique et aux énergies renouvelables (CEA) de Saclay (Essonne) la capacité d’un matériau poreux à adsorber des gaz radioactifs. Un bruit inhabituel et un éclair bleu sont survenus brutalement, donnant lieu à une alerte. Un réseau de fissures internes s'était brutalement formé, avec émission de lumière bleue, à l’intérieur du verre de protection du hublot de vision de la cellule d’irradiation. Cette cellule est utilisée depuis 1969 pour étudier les effets des rayonnements ionisants sur divers équipements et matériaux, dotée d'une source radioactive (scellée) faite de cobalt 60. Ce hublot est fait d'une quadruple épaisseur de « verre au plomb » devant confiner la radioactivité à l’intérieur de la cellule pour protéger les observateurs et télémanipulateurs.
Durant ses quarante-huit ans d’utilisation, le verre du hublot a périodiquement été "chargé" en électrons dont au cœur même du verre et, ce jour-là, ils ont créé un champ électrique supérieur à ce que la plaque de verre pouvait supporter, générant un arc électrique (de plus de 30 000 volts selon l'estimation faite ensuite par le CEA et l'IRSN) dans la plaque de verre. Depuis cet incident, le hublot a été réparé et un « temps de relaxation » des plaques de verre du hublot entre chaque irradiation a été rendu obligatoire, pour éviter que l’événement ne se reproduise. Cet incident n'a pas eu de conséquences pour le personnel, mais il pose question quant à la vitrification des déchets nucléaires comme solution pour le stockage à long terme.
Au début des années 2000, le stockage des déchets radioactifs vitrifiés se fait souvent dans des conteneurs et surconteneur en acier, supposés résister au temps, notamment pour empêcher aussi longtemps que possile le contact du déchet avec l'eau, contact qui surviendra inévitablement pour le déchets à vie longue, car la période de performance nécessaire pour permettre une désintégration suffisante des radionucléides les plus dangereux est de l’ordre de 105 à 106 années. Dans le procédé PIVIC (procédé d’incinération-vitrification en conteneur), le déchet peut être « incinéré » par une torche à plasma directement au-dessus du bain de verre fondu où s’incorporent les cendres et le métal fondu qui tombe au fond du creuset, lequel est sacrifié pour devenir le conteneur primaire du déchet vitrifié.

### En France et en Europe

#### En France
La vitrification de déchets radioactifs est en France très utilisée depuis des décennies (plus de 10 000 conteneurs produits à La Hague, outre ceux de Marcoule, produits par la Cogéma à partir de 1978, la première installation-pilote datant de 1968 ; le procédé français de vitrification, vendu aux Anglais (et à d'autres), est utilisé dans l’atelier de vitrification associé à l’usine de retraitement Thorp de Sellafield à partir de 1990).

Des déchets peu ou moyennement radioactifs peuvent aussi être vitrifiés par torche à plasma à Morcenx (gérée par la société INERTAM, filiale du groupe Europlasma). Dans les années 2020, Graphitech, une société industrielle créée en partenariat par EDF et Veolia doit développer une filière de vitrification des déchets radioactifs issus du démantèlement des installations nucléaires contenant un réacteur graphite-gaz (filière uranium naturel graphite gaz dite UNGG).
Le stockage géologique profond de ces déchets devait commencer en 2025 pour les DFA et en 2070 pour les DHA, le scénario prévu depuis les années 2010 est d'utiliser une matrice en verre HLW coulée dans un épais bidon en acier au carbone, à stocker en profondeur à Bure, dans des galeries forées horizontalement dans l’argile. Pour des raisons évidentes, la sûreté à moyen et long terme de la vitrification ne peut que s'appuyer sur des modèles mécanistes, dont on attend notamment qu'ils prédisent correctement « les termes sources et la migration des radionucléides jusqu’aux aquifères de surface », mais en 2013, s'il n'y a pas de consensus sur le mécanisme de corrosion, on sait qu'une altération du déchet vitrifié « semble relativement rapide semble dépendre d’une combinaison de la composition du verre et de l’environnement, en particulier des températures élevées et/ou des solutions très alcalines »,,,. L'ANDRA considérait en 2013 que la sécurité du stockage géologique ne dépendait que de la limite de dose, et non de la performance du verre : « aucun critère d’acceptation applicable aux emballages en verre n’avait été attribué ; Seuls des critères de qualité étaient appliqués pour la fabrication du verre ». En réponse à l'étude de 2025, le CEA (2025) a précisé que les conditions étudiées par l'article sont celles du stockage géologique profond prévu à Yucca Mountain, très différentes de celles de Cigéo où l'oxygène apporté par la ventilation du stockage sera consommé très rapidement par réaction avec les minéraux, une fois le stockage fermé, et où l'eau qui sera en contact avec les bidons d'inox ne contiendra pas d’oxygène et contiendra moins d'ions chlorures corrosifs que celle pris en compte par l’étude de Nature. En France, le mécanisme de corrosion par piqûre serait très peu probable et limité à la surface du colis vitrifié, "si ce phénomène devait se produire". Frédéric Plas, directeur R&D (2025) ajoute que Yucca Moutain est un ancien site volcanique, non saturée, avec des poches d’eau, quand l'ANDRA a, elle, privilégié l’argile, le granit ou le sel.
En réponse à l'argument qui est que dans d'autres sites (comme à Bure), l'absence ou la rareté d'oxygène dans le milieu ne devrait pas être un problème (critique faite à l'article de 2020 par D. Mallants & N. Chapman dans Nature Materials sur la corrosion auto-accélérée aux interfaces de déchets vitrifiés) :
- Xiaolei Guo et 14 autres chercheurs ont maintenu que leur étude a aussi un intérêt pour le cas des « dépôts dans des environnements réduits saturés » car « des oxydants autres que l’oxygène peuvent être présents dans les environnements anoxiques des dépôts d’eau souterraine et pourraient également déclencher le mécanisme de corrosion que nous avons décrit. » Par exemple, Glass et al. ont démontré que les oxydants forts H2O2 et OH ̇ pourraient être induits par le rayonnement gamma des radionucléides immobilisés dans les déchets nucléaires de haute activité[45]. Quand une irradiation gamma est initiée, des décalages du potentiel de corrosion dans la direction positive sont observés, et associés à une « production de peroxyde d’hydrogène induite par les rayonnements »[45].
- Il a été constaté que ces espèces oxydantes peuvent « déclencher une corrosion caverneuse en conditions anoxique ». Des preuves ou indices de la capacité de la radioactivité à accélérer la corrosion avaient déjà été portées devant l'AIEA au début des années 1990[46] et étaient connues pour l'acier en 1986[47], et confirmé par les chimistes Shoesmith et King en 1999, qui concluent que « Lorsque l’eau entre en contact avec la surface du colis de déchets, sa radiolyse gamma peut produire un apport supplémentaire d’agents corrosifs. Le champ gamma sera produit par la désintégration radioactive des radionucléides à l’intérieur du déchet, et son ampleur dépendra de la nature et de l’âge de la forme du déchet ainsi que du matériau et de l’épaisseur de la paroi du colis de déchets »[48]. On sait aussi que la corrosion radiolytique du graphite des réacteurs y favorise la libération de 14C, 36Cl et 14N situé à l’interface brique de graphite/gaz et à pores ouverts, qui peuvent poser problèmes pour la gestion des déchets[49]. En 2020, Tiankai et al. décrivent (en présence d'ions Cl-) une « libération d’iode à partir de vanado-iodoapatite de plomb (I-APT, Pb9.85(VO4)6Je1.7), une forme potentielle de déchet nucléaire pour l’élément déchet radioactif de l’iode 129, qui peut être renforcée lorsque la corrosion caverneuse de l’acier inoxydable (MES) se produit à proximité », révélant au passage « un nouveau mécanisme de corrosion en champ proche pour les formes de déchets céramiques lorsqu'ils sont exposées à des conditions corrosives locales agressives créées par les réactions électrochimiques de métaux voisins »[50]

#### En Europe
Dans l'UE les déchets de haute activité et à vie longue issus du recyclage ou de la fin de vie des combustibles nucléaires sont eux calcinés puis leurs poudres de calcinat sont vitrifiées via les chaînes R7/T7 de l’usine d’Orano dans l'usine de retraitement de La Hague ou à Sellafield en Angleterre via des technologies dites « de creuset chaud » (pot chauffé par induction indirecte) ou de creuset froid (chauffé par induction directe),,,. Le déchet vitrifié est ensuite versé dans des conteneurs métalliques, destinés à être stockés, a priori en couches géologiques profondes durant des centaines d'années ou définitivement.